# 堅苔沢漁港
堅苔沢漁港（かたのりざわぎょこう）は、山形県鶴岡市堅苔沢にある第2種漁港である。
国道7号に沿っており、日本海に突き出た波渡崎のたもとに存在する。潮流が激しくぶつかる波渡崎は絶好の好漁場であり、付近の岩場には釣り客も多く訪れ、留棹庵島への渡船を行っている業者もある。

## 概要
- 管理者 - 山形県[1]
- 漁業協同組合 - 山形県漁業協同組合豊浦支所
- 組合員数 - 30人
- 漁港番号 -

## 主な魚種
- 鱈
- アジ
- 鰤
- 鮭
- ハタハタ
- 鯛